# Parc des pins
Le parc de Maria (en finnois : Marianpuisto) ou parc des pins (en finnois : Mäntypuisto) est un parc du quartier de Pyynikinrinne à  Tampere en Finlande.

## Présentation
Le parc, planté de pins, est fondé au début du XXe siècle dans la zone limitée par les rues Mariankatu, Pyynikintie et Laiskolankuja,,, ,.
Le parc Marianpuisto fait partie du quartier Pyynikinrinne, que la direction des musées de Finlande a classé comme un environnement culturel bâti d'importance nationale. 
Le parc forme une suite d'espaces publics avec la place de Pyynikki, le terrain de sport de Pyynikki et Pyynikinharju.
Le parc abrite la statue la fille de l'Atlas sculptée en bronze par Essi Renvall  (1954).
C'est un cadeau de Suomen Trikoo à la ville de Tampere. L'entreprise avait des usines à Pyynikki, Satamakatu et Onkiniemi. Marianpuisto est situé entre ces sites.